# BMW R10 Prototype
De BMW  R 10 is een prototype van een lichte motorfiets van het merk BMW.
De R 10 werd vlak na de Tweede Wereldoorlog ontwikkeld. Het was een zeer licht motorfietsje, met een 100cc tweecilinder tweetaktboxermotor. Het was sinds de Flink uit 1920 de eerste tweetakt die BMW bouwde. Waarschijnlijk lag de beperking die door de geallieerden was opgelegd ten grondslag aan de ontwikkeling. BMW mocht geen "zware" motorfietsen meer produceren. Mogelijk werd de tweetaktmotor ook ontwikkeld om als startmotor voor vliegtuigmotoren te dienen, en kon men op die manier de ontwikkeling rendabel maken. Tot productie van de R 10 is het nooit gekomen. Begin jaren vijftig werden wel nog scooters met de naam R 10 ontwikkeld (de BMW R10 Roller). Deze hadden viertaktmotoren.